# Max Ludwig (Fußballspieler)
Max Ludwig (* 21. Oktober 1925; † 9. Dezember 1983) war ein deutscher Fußballspieler. Ludwig wuchs in Augsburg auf. In der Oberliga Süd erzielte der Defensivspieler für den BC Augsburg zwischen 1946 und 1951 sowie in der Saison 1952/53 in insgesamt 97 Spielen 4 Tore. Für den SSV Reutlingen 05 erzielte er in derselben Liga zwischen 1954 und 1956 4 Treffer in 34 Spielen. In der Oberliga Südwest war er in der Saison 1951/52 30 Mal für den 1. FC Kaiserslautern im Einsatz und dabei 11 Mal vor dem Tor erfolgreich.
Nach dem Aufstieg in der II. Division 1953/54 wurde Ludwig in der Oberligasaison 1954/55 mit dem SSV Reutlingen 05 Vizemeister in der Oberliga Süd. Bei den Niederlagen des SSV Reutlingen in der Qualifikationsrunde der Endrunde um die deutsche Meisterschaft 1955 gegen den SV Sodingen und Wormatia Worms war Ludwig jeweils für die Reutlinger im Einsatz. Die Oberligaspielzeit 1955/56 endete für Max Ludwig und den SSV mit dem Abstieg. In seiner späteren Laufbahn war er u. a. für den SC Schwenningen und als Spielertrainer für den PSV Reutlingen aktiv.